# Air Dolomiti

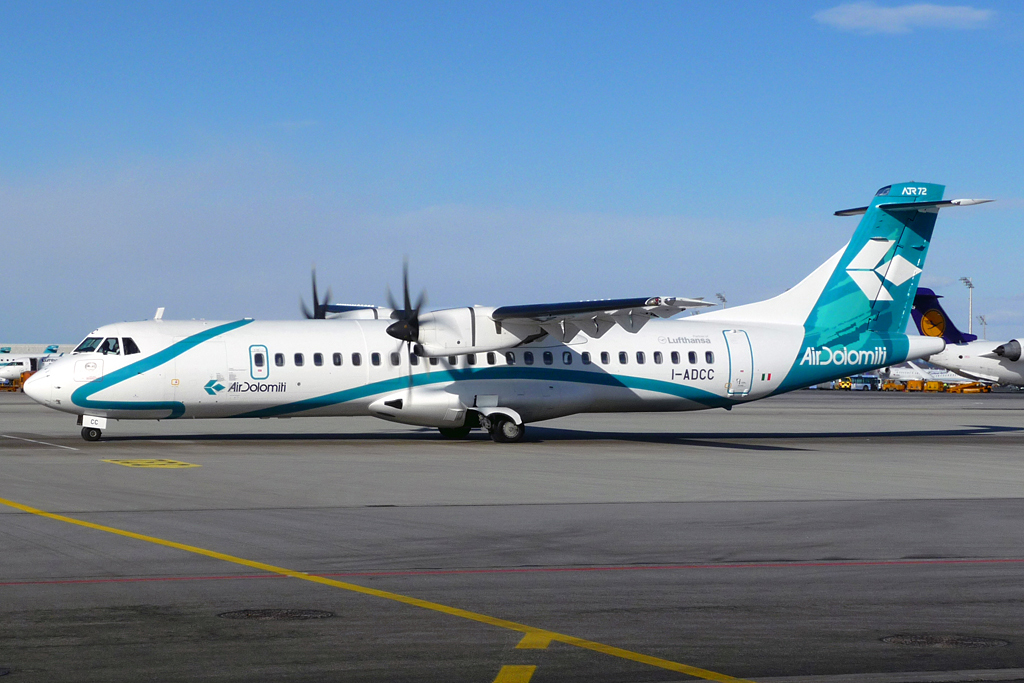
ATR 72

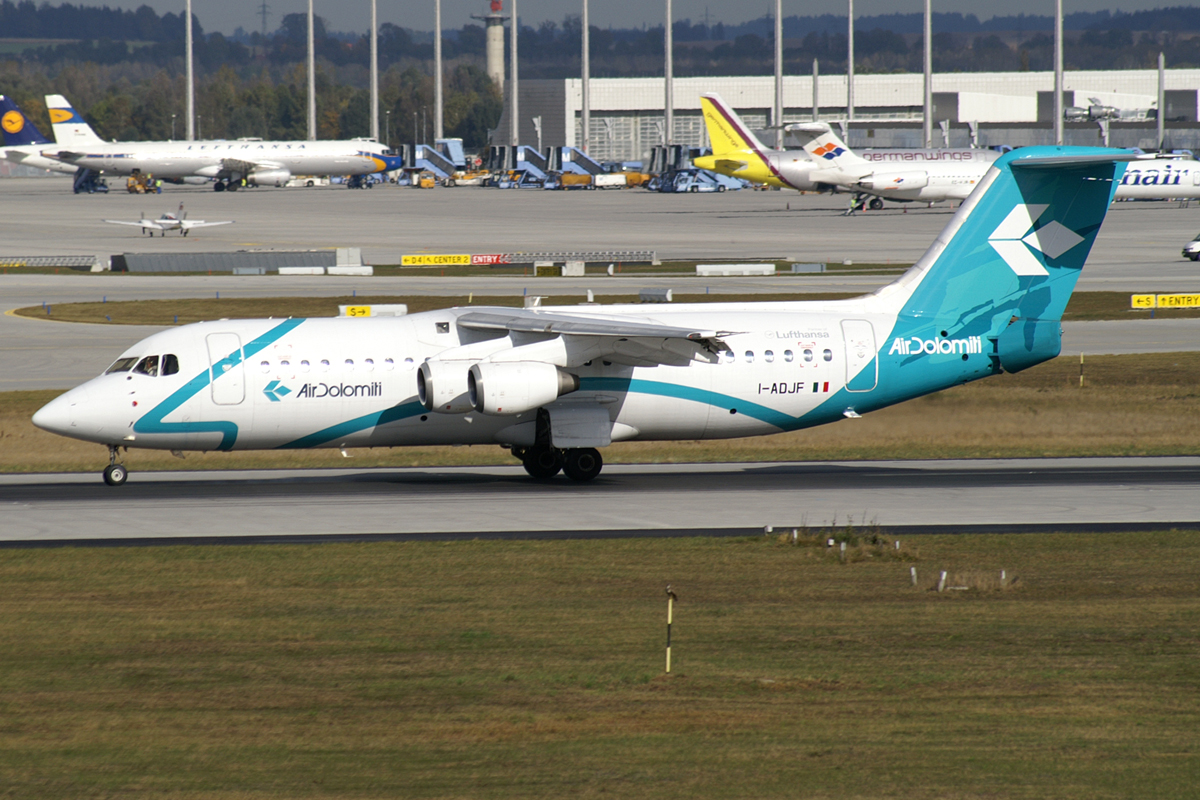
Máy bay BAe 146 của Air Dolomiti

Air Dolomiti tên đầy đủ là Air Dolomiti L.A.R.E. S.p.A (mã IATA = EN, mã ICAO = DLA) là hãng hàng không, trụ sở ở Verona, Ý. Air Dolomiti là thành viên của Lufthansa Regional nối liền 11 điểm đến trong nước và Viên với mạng lưới của Lufthansa thông qua München và Frankfurt. Căn cứ chính của hãng ở Sân bay Verona và Sân bay Friuli Venezia Giulia, (Trieste), cùng căn cứ khác ở Sân bay quốc tế München.
Tên của hãng phái sinh từ vùng Dolomites thuộc dãy núi Alps.

## Lịch sử
Air Dolomiti được Leali Steel Group thành lập từ tháng 1/1989 và bắt đầu hoạt động từ tháng 1/1991 bằng tuyến đường trong nước giữa Trieste và Genova.Năm 1992 hãng mở tuyến quốc tế từ Verona tới München. Sau nhiều năm hợp tác, Lufthansa đã mua 26% cổ phần của hãng trong tháng 1/1999, tới tháng 4/2003 tăng lên 52% và 100% vào tháng 7/2003. Từ dó Air Dolomiti trực thuộc Lufthansa và là thành viên của Lufthansa Regional. Hãng hiện có 552 nhân viên (tháng 3/2007).

## Các nơi đến
- Ý
  - Alghero
  - Ancona
  - Bologna
  - Cagliari
  - Florence
  - Genova
  - Milano
  - Napoli
  - Pisa
  - Trieste
  - Torino
  - Venice
  - Verona
- Áo
  - Viên
- Đức
  - Frankfurt
  - München
- Pháp
  - Nice (bắt đầu từ tháng 6/2008)

## Đội máy bay
(Tháng 3/2007) :
- 6 ATR 42-500
- 8 ATR 72-500
- 5 BAe 146-300
- 6 Embraer 195 (đặt mua từ Lufthansa)

Tuổi trung bình các máy bay của Air Dolomiti là 9.3 năm (tháng 3/2007).

## Sự cố
- Ngày 7.11.1999, máy bay Fokker 100 của Air Dolomiti (chuyến bay 2708), bay từ Sân bay Venice Marco Polo với 44 người trên máy bay đã bị hư hộp số chính khi gần tới Sân bay quốc tế Barcelona - nhưng đã đáp an toàn trên 1 tấm thảm bọt.[3]